# طب القلب التدخلي

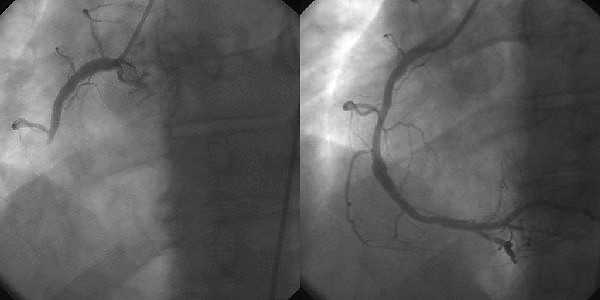

طب القلب التدخلي (بالإنجليزية: Interventional cardiology)‏ هوَ فرع من طب القلب يتعامل بشكلٍ خاص مع القسطر المستعملة في علاج أمراض القلب الهيكلية. يُعتبر أندرياس غرونتزيغ أبو طب القلب التدخلي وذلك بعد تطويره تقنية رأب الوعاء بواسطة علم الأشعة التدخلي.